# Gresswiller
Gresswiller är en kommun i departementet Bas-Rhin i regionen Grand Est (tidigare regionen Alsace) i nordöstra Frankrike. Kommunen ligger i kantonen Molsheim som tillhör arrondissementet Molsheim. År 2022 hade Gresswiller 1 677 invånare.

## Befolkningsutveckling
Antalet invånare i kommunen Gresswiller
| Referens: INSEE |